# NGC 6054
NGC 6054 је спирална галаксија у сазвежђу Херкул која се налази на NGC листи објеката дубоког неба.
Деклинација објекта је + 17° 46' 3" а ректасцензија 16h 5m 38,1s. Привидна величина (магнитуда) објекта NGC 6054 износи 14,3 а фотографска магнитуда 15,3. NGC 6054 је још познат и под ознакама IC 1183, MCG 3-41-103, CGCG 108-128, DRCG 34-77, PGC 57086.